# 368 (tal)
368 är det naturliga talet som följer 367 och som följs av 369.

## Inom vetenskapen
- 368 Haidea, en asteroid.

## Inom matematiken
- 368 är ett jämnt tal.
- 368 är ett sammansatt tal.
- 368 är ett ymnigt tal.
- 368 är ett semiperfekt tal.
- 368 är ett primitivt semiperfekt tal..
- 368 är ett Leylandtal.
- 368 är ett primitivt ymnigt tal.